# Punto di interesse

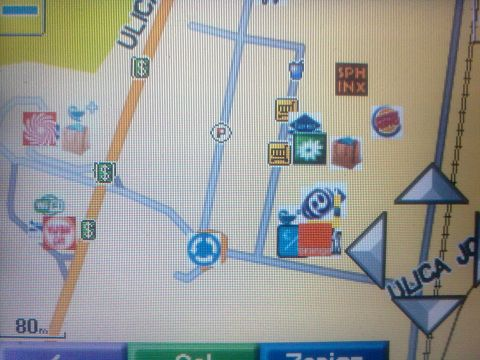
Immagine di uno schermo di un navigatore GPS Garmin con alcuni punti di interesse

Un punto di interesse (in inglese point of interest - POI) è un luogo specifico che qualcuno può trovare utile o interessante. Il termine è ampiamente utilizzato in cartografia, in particolare nelle varianti elettroniche tra cui GIS e software di navigazione GPS. In questo contesto è comune il sinonimo waypoint.
Esempi di punto di interesse possono essere monumenti, cime di montagne, esercizi commerciali, hotel, stazioni di servizio o qualsiasi altra categoria utilizzata nei moderni sistemi di navigazione per autoveicoli.
Agli utenti di un dispositivo mobile possono essere forniti servizi di geolocalizzazione.
Un punto di interesse GPS specifica, come minimo, latitudine e longitudine del POI, assumendo un determinato dato cartografico. Di solito è incluso un nome o una descrizione per il POI e possono essere allegate anche altre informazioni come l'altitudine o un numero di telefono. Le applicazioni GPS in genere utilizzano icone per rappresentare graficamente diverse categorie di POI su una mappa.
Ai punti di interesse possono essere anche associati contenuti di realtà aumentata.
Una regione di interesse (ROI) e un volume di interesse (VOI) hanno un concetto simile e denotano una regione o un volume (che può contenere vari POI individuali).
In campi medici come istologia/patologia/istopatologia, i punti di interesse sono selezionati dallo sfondo generale in un campo visivo; per esempio, tra centinaia di cellule normali, il patologo può trovare 3 o 4 cellule neoplastiche che si distinguono dalle altre al momento della colorazione.